# 西西里的狄奧多羅斯

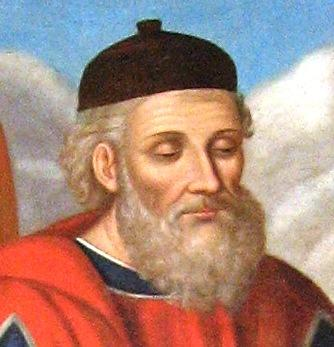
狄奧多羅斯

西西里的狄奧多羅斯（〔古希腊〕、〔英〕）是一位前1世纪古希腊历史学家。据狄奧多羅斯自述，他生于西西里阿吉拉。除了他自己的著作《希臘史綱》外，古文献中有关于其生平活动鲜有记载。只有耶柔米在 Chronicon（《纪年史》）中亚伯拉罕1968年（前49年）下记有：“西西里的狄奧多羅斯，希腊历史作家，享盛名”。其作品的英译者 Charles Henry Oldfather 则提到古阿吉拉留下的仅有的两块碑铭中的有一块（I.G. XIV, 588）即“狄奧多羅斯，阿波罗尼奥斯之子”的墓志。

## 著作

Bibliotheca historica, 1746

狄奧多羅斯著有世界史 Bibliotheca historica（《希臘史綱》）四十卷，共三部分。首六卷按国别分别介绍古埃及（卷一）、美索不达米亚、印度、斯基泰、阿拉伯（卷二）、北非（卷三）、希腊及欧洲（卷四至卷六）的歷史與文化。第二部分（卷七至卷十七）记述自特洛伊战争以来下至亚历山大大帝的世界历史。第三部分（卷十七以后）记述亚历山大以后的繼業者至前60年或前45年恺撒发动高卢战争。（狄奧多羅斯如他在他著作的开篇曾说要写高卢战争，但结尾已散佚，所以他是否谈到高卢战争并不清楚。有迹象表明，前60年后，他因年迈而不再写作。）他以 Bibliotheca 作为书名以表明此书乃是综合各种史料集结而成。他提到曾征引的著者有阿布德拉的赫卡塔埃乌斯、克特西亚斯、埃福罗斯、泰奥彭波斯、卡迪亞的希洛尼摩斯、萨摩斯的杜里斯、狄伊卢斯、菲利斯托斯、提麦奥斯、波利比奥斯及波希多尼。